# سكة حديد يريفان للأطفال

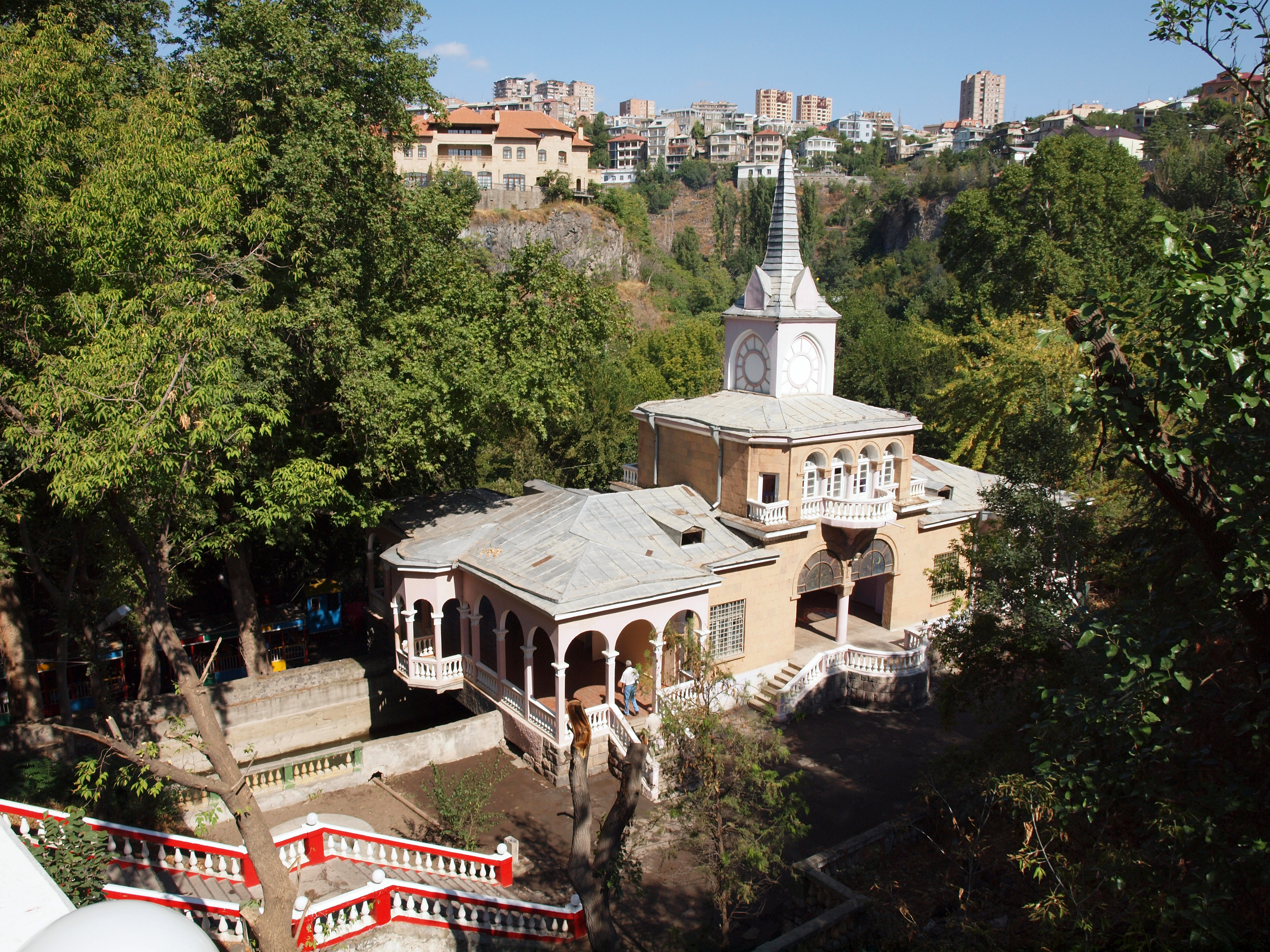
سكة حديد يريفان للأطفال.

سكة حديد يريفان للأطفال (باللغة الأرمنية: Երևանի մանկական երկաթուղի) وهي سكة حديد ضيّقة تمرّ عبر مضيق نهر هرزدان في يريفان , أرمينيا . وتُعدّ إحدى السكك الحديدية للأطفال الموجودة في الإتحاد السوفيتي , واستمرّ عملها بعد انفصالها في دول ما بعد الاتحاد السوفيتي، افتُتِحت هذه السكة في التاسع من شهر حزيران لعام 1937م . تم تصميم الخطة الرئيسية والبناء الخشبي القديم من قِبَل المهندس المعماري ميكائيل مازمنيان في عام 1937م . المحطة الرئيسية الحاليّة صمّمها وبناها المهندس المعماري بابكين سيدراك هاكوبيان عام 1940م .

## روابط خارجية
- (بالروسية) Детская железная дорога
- (بالروسية) Ереван. Детская железная дорога